# Kabupaten Buton Utara
Kabupaten Buton Utara (engelska: North Buton Regency) är ett kabupaten i Indonesien.   Det ligger i provinsen Sulawesi Tenggara, i den centrala delen av landet, 1 800 km öster om huvudstaden Jakarta. Antalet invånare är 54 736. Kabupaten Buton Utara ligger på ön Pulau Buton.